# Дэви, Уильям Ричардсон
Уильям Ричардсон Дэви (англ. William Richardson Davie; 20 июня 1756 — 20 ноября 1820) — американский политик и военный, участник Войны за независимость США, член партии федералистов, делегат Филадельфийского конвента, на котором представлял Северную Каролину. 10-й губернатор Северной Каролины. Считается основателем Университета Северной Каролины.

## Ранние годы
Дэви родился в английском городке Эгремонт в графстве Камберленд, в шотландской семье. Его родителями были Арчибальд Дэви и Мэри Ричардсон. Ему было 8 лет, когда в 1764 году он, его родители, его брат и сестра переехали в Новый Свет и поселились в Южной Каролине, в городке Ланкастер. Его дядя был пресвитерианином, и сам Дэви похоронен на Пресвитерианском кладбище, из чего можно сделать вывод, что и сам он всю жизнь был пресвитерианином, хотя прямых доказательств этому не существует. В октябре 1776 года Дэви окончил Нью-Джерсийский Колледж (позже известный как Принстонский университет).